# 후고 (생 캉탱)
위그(Hugh) 또는 후고(Hugo, 802년/806년 ~ 844년 6월 14일), 수도자 위그(Hugues le Abbé)는 카롤루스 왕조 출신 프랑크 왕국의 왕족으로, 카롤루스 대제의 서자이며, 그의 첩 레기나(Regina) 소생이었다. 이복 형 경건왕 루트비히에 의해 사제가 되고, 대주교에 임명되었다.

## 생애
카롤루스 대제의 서자 혹은 혼외관계로 태어난 사생아이며, 그의 첩 레기나(Regina) 소생이었다. 형으로는 역시 사제가 된 메츠주교 드로고가 있다. 경건왕 루트비히는 이복 형이었다. 그는 아버지에 의해 백작에 임명되었다.
814년부터 이복 형 경건왕 루트비히와 함께 식탁을 겸상할 수 있었다. 818년 4월 후고는 그의 아버지 카롤루스 대제의 계승자인 경건왕 루트비히에 의해 친형 드로고 및 다른 서출 이복형제 테오도리히 등과, 그밖의 기타 친족들과 함께 아헨의 한 수도원에서 삭발되었는데, 이는 그 해 4월 17일 이탈리아의 롬바르디아의 베른하르트의 반란이 진압된 직후였다. 롬바르디아의 베른하르트가 제거된 후 친자매와 이복자매, 이복 형제 및 친척들을 불신한 경건왕 루트비히는 베른하르트의 죽음을 계기로 대부분 사제, 성직자로 만들었다.
821년 10월 중순 경건왕 루트비히는 티옹빌에서 개최한 제국 의회에서 베른하르트의 추종자들을 사면하고, 친척인 아달하르트와 왈라를 추방령에서 사면하였다. 그후 얼마되지 않아 루트비히는 이복 동생들에게 높은 영적 직분을 보장하였다. 이후 후고는 루트비히의 가족간 갈등에는 관여하지 않은 것으로 추정된다. 이후 후고는 몇몇 수도원의 원장직을 역임했다. 생캉탱 수도원장(822~823), 로브(Lobbes) 수도원장(836), 성 베르티노 수도원장(836) 등을 역임하였다. 한때 이복 형 경건왕 루트비히는 그에게 값비싼 선물을 내렸지만, 후고는 어떤 이유에서였는지 선물을 거절하였다고 한다.
834년 그는 경건왕 루트비히에 의해 대주교이자 제국의회 의원으로 지명되었다. 834년 3월 1일 생 드니 수도원에서 다시 황제로 인정받고 복직한 경건왕 루트비히가 그해 6월 마르무티에의 테오도(Theodo Marmoutier)가 사망한 직후, 그를 제국의 수상으로 임명한 이유는 알려져 있지 않다. 그는 동시에 제국의 대법관으로 활동했는데, 834년 6월 1일에서 836년에 작성된 성 베르티노, 로브, 노아이르(Noaillé) 수도원의 문서에 그가 대법관이라 명시되어 있다.
840년 6월 20일 경건왕 루트비히가 죽자 그의 아들들은 상속 재산을 놓고 싸우기 시작하였다. 분쟁이 확산되자 후고는 누구를 편드는 것이 어렵다는 것을 깨닭게 되었다. 그러나 841년 9월의 퐁트누아의 전투 (841년) 이후로 대머리 카를의 편에 합류하였다. 후고는 대머리 카를 2세의 편에 서서 독일인 루트비히 및 로타르 1세와 싸웠다. 842년 대머리 카를 2세는 생캉탱에서 임시 휴전과 함께, 후일 서프랑크 왕국이 되는 땅의 동부 국경지대에서 크리스마스를 보냈다. 후고의 개입은 843년 베르덩 조약 당시 영토가 나뉘어질 때 생 캉탱을 확보하는데 영향을 주었던 것으로 추정된다.
대머리 카를 2세가 앙굴렘 전투에서 툴루즈를 점령하자, 후고는 툴루즈에 있는 대머리 카를 2세군사를 지원하기 위해 남쪽으로 가던 중, 844년 6월 14일 앙고무아(Angoumois)에서 그곳에 매복중이던 아키텐의 아키텐인 피핀 2세와 마주쳤다. 그는 아키텐인 피핀 2세의 군사의 창에 찔려 죽었고, 익명의 구절에 의하면 그의 죽음을 'Rhythmus de obitu Hugonis abbatis or Planctus Ugoni abbatis'라 하였다. 그의 시신을 확인한 아키텐인 피핀 2세는 통곡했다고 한다.
후고가 죽기 직전 남긴 요청에 따라, 피피누스는 그의 시신을 샤루 수도원(Charroux Abbey)으로 옮겨가 안치하였다.

## 참고 자료
- McKitterick, Rosamond (1983). The Frankish Kingdoms under the Carolingians, 751–987. London: Longman.
- Nelson, J. L. (1992). Charles the Bald. London: Longman.
- Georges Tessier: Diplomatique royale française. A. et J. Picard, 1962, S. 44
- Christian Settipani: La préhistoire des Capétiens 481-987. 1993, S. 209
- Michel Dillange: Les Comtes de Poitou, Ducs d'Aquitaine (778-1204). 1995, ISBN 978-2-910919-09-2, S. 66–67.
- Detlev Schwennicke: Europäische Stammtafeln Band I.1. 2005, Tafel 3–7
- Charles Mériaux: Gallia irradiata. 2006, S. 176